# EHF Championship
Die EHF Championship sind durch die Europäische Handballföderation (EHF) organisierte Handballwettbewerbe für Nationalmannschaften im Nachwuchsbereich. Die Wettbewerbe sind unterhalb der ebenso durch die EHF organisierten Handball-Europameisterschaften angesiedelt.

## Frauen-Wettbewerbe
- W17 EHF Championship für Jugendnationalmannschaften der Frauen in der Altersgruppe U 17; angesiedelt unterhalb der U-17-Europameisterschaft
  - 2019 in Italien (1. Platz: Tschechien)[1] sowie Georgien (1. Platz: Schweiz)[2]
  - 2021 in Litauen (1. Platz: Nordmazedonien)[3] sowie Georgien (1. Platz: Niederlande)[4]
  - 2023 in Türkei (1. Platz: Österreich)[5] sowie Aserbaidschan (1. Platz: Spanien)[6]
  - 2025 in Kosovo
- W19 EHF Championship für Juniorennationalmannschaften der Frauen in der Altersgruppe U 19; angesiedelt unterhalb der U-19-Europameisterschaft
  - 2019 in Litauen sowie Bulgarien[7]
  - 2021 in Nordmazedonien (1. Platz: Niederlande)[8] sowie Italien (1. Platz: Italien)[9]
  - 2023 in Litauen (1. Platz: Spanien)[10] sowie Kosovo (1. Platz: Italien)[11]
  - 2025 in Georgien

## Männer-Wettbewerbe
- M18 EHF Championship für Jugendnationalmannschaften der Männer in der Altersgruppe U 18; angesiedelt unterhalb der U-18-Handball-Europameisterschaft der Männer
  - 2022 in Israel (1. Platz: Tschechien),[12] Lettland (1. Platz: Nordmazedonien)[12] sowie Rumänien (1. Platz: Österreich)[12]
  - 2024 in Kosovo (1. Platz: Kosovo)[13] sowie Slowakei (1. Platz: Bosnien-Herzegowina)[13]
- M20 EHF Championship für Juniorennationalmannschaften der Männer in der Altersgruppe U 20; angesiedelt unterhalb der U-20-Handball-Europameisterschaft der Männer
  - 2022 in Bulgarien (1. Platz Turnier 1: Tschechien,[14] 1. Platz Turnier 2: Israel)[15]
  - 2024 in Kosovo (1. Platz: Slowakei)[16]